# Lengyelország zászlaja
Lengyelország zászlaja az ország egyik nemzeti jelképe.

## Leírása
Két egyenlő vízszintes sávból áll. A felső fehér, az alsó pedig vörös színű. Arányai 5:8. A polgári zászlón nem szerepel a címer.

## Története
A lengyel nemzeti színek az első lengyel király, I. Vitéz Boleszláv címerében is megjelentek, amely közel azonos volt a ma is hivatalos lengyel címerrel. A fehér koronás sas vörös háttérben tehát Lengyelország ősi jelképe, így az uralkodók is ezt a két színt vették alapul címereik megalkotásához. A történelmi krónikák szerint II. Jagelló Ulászló, lengyel uralkodó már fehér-piros zászlópántot viselt oldalán az 1410-es grünwaldi csatában.
A 17. században, III. Vasa Zsigmond uralkodása idején a lengyel királyi udvar három sávból álló lobogót használt. A vízszintes sávok közül a legfelső és az alsó is piros volt, míg a középső fehér. Ez a Habsburg színekhez hasonlított, így IV. Vasa Ulászló és II. Vasa János Kázmér uralkodása idején a zászlót még egy vízszintes, fehér csíkkal toldották meg. A mai formát II. Erős Ágost király használta először, aki a négyéves nagy szejm alkalmával ezzel díszítette a parlament épületét. Amikor 1795-ben Oroszország, Ausztria és Poroszország felosztották egymás között a Lengyel Királyságot, az Ágost által használt lobogó a lengyel nép függetlenségének szimbóluma lett. Az 1830-as lázadás alkalmával a megalakuló független országgyűlés ezt a zászlót fogadta el hivatalos jelképének 1831. február 7-én. A forradalmat Oroszország véresen elfojtotta, de a nemzeti öntudat nem szűnt meg. 
A jelenlegi zászlót a lengyel parlament, a Szejm 1919. augusztus 1-jén fogadta el. Azóta változatlan formában az ország nemzeti jelképe. Május 2-a Lengyelország zászlajának ünnepnapja.

## Külső hivatkozások

Címeres zászló

- Lengyelország zászlaja a Világ zászlói (Flags of the World) weboldalon